# Газопереробний завод Джебель-Алі
Газопереробний завод Джебель-Алі — підприємство нафтогазової промисловості у еміраті Дубай (Об'єднані Арабські Емірати). Станом на кінець 2010-х років єдиний ГПЗ в історії зазначеного емірату.
У середині 1970-х в Дубаї вирішили узятись за монетизацію попутного газу, котрий отримували при розробці групи офшорних родовищ Фатех. Від останніх проклали трубопровід до газопереробного заводу, місця для якого обрали за два десятки кілометрів на південний захід від міста Дубай в районі Джебель-Алі. Введений в експлуатацію у 1980-му, ГПЗ первісно мав потужність по прийому 3,5 млн м3 на добу, з яких могли вилучати 20 тисяч барелів зріджених вуглеводневих газів (ЗВГ) — пропану та більш важких вуглеводнів (в Дубаї, на відміну від газопереробної промисловості сусіднього емірату Абу-Дабі, не організовували вилучення етану). ЗВГ переважно призначались для експорту через термінал в порту Джебель-Алі, здатний приймати судна дедвейтом до 48 тисяч тон. Залишковий газ в обсягах біля 2,1 млн м3 на добу спрямовували на потреби розташованої поблизу теплової електростанції алюмінієвого комбінату компанії DUBAL.
В 1984-му на ГПЗ запустили другу лінію потужністю 3,8 млн м3 на добу. Того ж року частину залишкового газу стали повертати на родовища групи Фатех для використання у технологічному процесі.
Тим часом попит на блакитне паливо в Дубаї зростав потребам іншого розташованого поблизу від ГПЗ електроенергетичного майданчику — ТЕС Джебель-Алі. Це змусило з 1986-го розпочати  імпорту газу з емірату Шарджа, для чого проклали трубопровід Саджаа – Джебель-Алі. Втім, одночасно розширювали й використання власного ресурсу, для чого в 1989-му ввели в дію газопровід від родовища Мархем. Вже за кілька років пропускну здатність цього напрямку довели до 12,7 млн м3 на добу.
А в 1993-му з'явилось ще одне джерело поставок сировини на завод — офшорне родовище Мубарек (також належить емірату Шарджа), прокладений від якого газопровід міг подавати до 4,2 млн м3 на добу. Після цього вдалось максимізувати використання ресурсу з групи родовищ Фатех для зворотнього закачування у пласт, що мало велике значення для збільшення нафтовіддачі.
Наприкінці 2000-х розробка Мубареку припинилась через нерентабельність. Значно зменшились і поставки на ГПЗ з інших напрямків — станом на 2012-й з Мархему надходило лише біля 4 млн м3 на добу, а з офшорних родовищ — 2,8 млн м3 на добу.
В той же час, майданчик у Джебель-Алі перетворився на головний газотранспортний хаб емірату Дубай, оскільки ще в 2001-му сюди вивели трубопровід від Макти (емірат Абу-Дабі), а з 2010-го в порту Джебель-Алі почав працювати плавучий регазифікаційний термінал для імпорту зрідженого газу. Що стосується споживання, то ТЕС Джебель-Алі перетворилась на найбільший електроенергетичний майданчик усіх Об'єднаних Арабських Еміратів. Також в середині 2010-х проклали газопровід Джебель-Алі – Хасс'ян, котрий мав сприяти розвитку ще одного електроенергетичного кластеру.